# Trachyoribates geminosetosus
Trachyoribates geminosetosus är en kvalsterart som först beskrevs av Balogh och Sandór Mahunka 1978.  Trachyoribates geminosetosus ingår i släktet Trachyoribates och familjen Haplozetidae. Inga underarter finns listade i Catalogue of Life.